# Profim
Profim – polski producent mebli biurowych. W ciągu ćwierć wieku działalności firma stworzyła blisko 100 kolekcji siedzisk. Profim produkuje około 120 000 siedzisk miesięcznie. Sieć sprzedaży spółki obejmuje współpracę z 1100 dealerami w 30 krajach. W 2016 r. przychody ze sprzedaży Profim wyniosły ok. 470 mln zł, z czego ponad 70 proc. stanowiła sprzedaż zagraniczna. Firma wprowadziła własny system sprzedażowy Top Partner z liczbą osiemdziesięciu placówek na terenie całego kraju.

## Historia[2]
W 1991 roku Ryszard Rychlik wspólnie z Andrzejem Opłatkiem oraz Bogdanem Kaczmarkiem założyli spółkę w której kapitał zakładowy wynosił osiem tysięcy dolarów. Początkowo firma zajmowała się importowaniem z Tajwanu alarmów, później pozłacanych mebli – metal pokryty mosiądzem oraz szkła. Podczas wizyty na targach mody Bogdan Kaczmarek zaobserwował krzesła, których nie można było ówcześnie spotkać w Polsce. Zapoczątkowało to sprowadzanie krzeseł z Tajwanu.
Po wprowadzeniu przez rząd wysokich ceł na importowane meble, firma postanowiła sprowadzać komponenty z Włoch. Aby nie konkurować z firmą Nowy Styl, w 1994 roku Profim postawiło na produkcje mebli wysokiej jakości, których nie było w ofercie u konkurencji.
W 1996 roku Profim liczące wówczas nieco ponad 80 pracowników przejęło Zakład Elementów Automatyki wraz z załogą liczącą ponad 120 osób oraz urządzeniami do obróbki metali. W tym samym roku firma podpisała kontrakt z IKEA na produkcję krzeseł „Korpo’ i „Sarna” oraz powołano spółkę joint venture Promif z siedzibą w Moskwie działającą do 1998 roku. W 1996 roku zakład wprowadził do sprzedaży krzesło konferencyjne „Muza” które było najpopularniejszym produktem marki Profim. W związku z rosnącą produkcją przeniesiono zakład z dotychczasowej siedziby w Dzierżąznej do hali po Mirandzie na ul Kaliskiej w Turku.
W 1998 roku Profim po raz pierwszy wzięło udział w targach ORGATEC, na których jest obecne do dziś.
Aby móc konkurować na niemieckim rynku, firma podpisuje umowę z biurem projektowym ITO Design w celu zaprojektowania nowej kolekcji krzeseł. Owocem tego jest kolekcja Xenon która stała się najbardziej rozpoznawalną marką Profim.
Do 2006 roku firma przejmowała przyległe tereny do byłego Zakładu Elementów Automatyki przy ul. Górniczej 16, od Elektrowni Adamów i drukarni na terenie którym wybudowano chromownię. Obecnie zakład przy Górniczej 16 nazywany jest zakładem G16.
W 2007 roku otwarto pierwszy showroom w miejscowości Schweinfurt w Niemczech. Następne powstały w Lipsku, Berlinie, Hamburgu, Düsseldorfie, Frankfurcie, Monachium, Dortmundzie oraz planowany wkrótce w Stuttgarcie.
Rok 2008 to budowa zakładu G8 i nowego biurowca przy tym zakładzie otwartego w 2011 roku.
W 2015 roku zakończyła się budowa zakładu G10, w którym odbywa się szycie i obróbka tkanin.
W 2017 roku fundusz Innova Capital przejmuje 75% udziałów firmy. Ryszard Rychlik posiada 16%, a Andrzej Opłatek 9%.
W 2018 roku Grupa Flokk zawarła porozumienie w sprawie zakupu Profim w drodze wymiany akcji. Fundusze zarządzane przez Triton, głównego właściciela Flokk, pozostaną większościowym udziałowcem grupy, podczas gdy fundusz Innova Capital, aktualny większościowy właściciel spółki Profim, stanie się największym udziałowcem mniejszościowym grupy Flokk.
W nocy 27 listopada 2019 roku ok. godz. 2:00 miał miejsce pożar, w wyniku którego spłonął całkowicie zakład G16. W wyniku pożaru nikt z pracowników nie ucierpiał.
W 2021 zmieniła się nazwa firmy na Flokk sp. z o.o. Do zakładu w Turku postanowiono przenieść produkcję Offect ze Szwecji oraz Giroflex ze Szwajcarii.